# Académie estonienne des arts

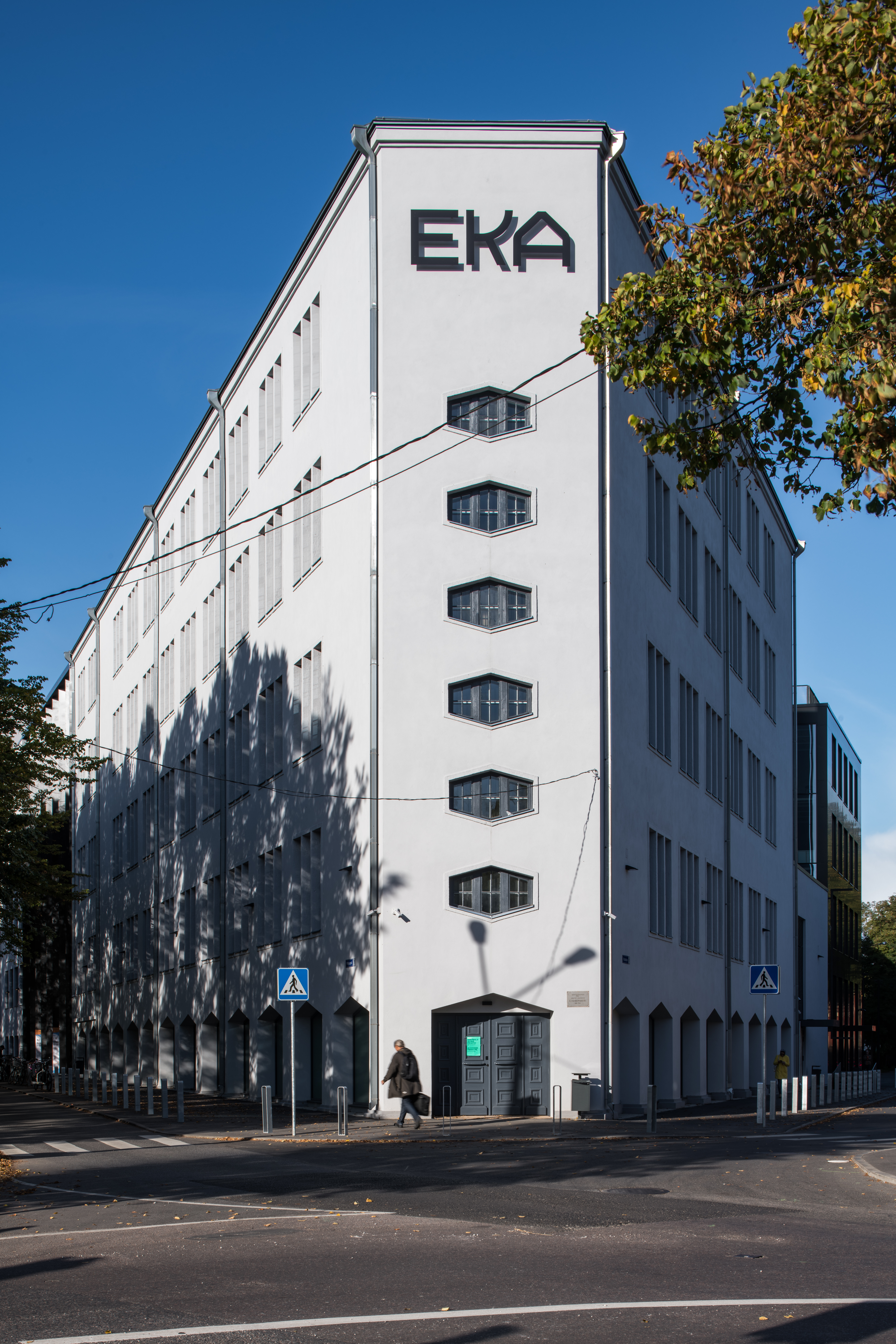
Nouveau bâtiment de l'académie estonienne des arts à Kalamaja.

Pour les articles homonymes, voir EKA.
L'Académie estonienne des arts (estonien : Eesti Kunstiakadeemia, sigle EKA) est une université publique située à Tallinn en Estonie.
Elle offre des filières d'études supérieures en art, design, architecture, médias, histoire de l'art et en restauration d'objets d'art.

## Histoire

### Fondation
En 1914 la société estonienne des Arts fonde l'école d'Art industriel de Tallinn. Elle est la première école d'Art en Estonie.
Les fondateurs ont basé leur cursus original sur ceux de l'école d'art de Saint-Petersbourg fondée par Alexandre de Stieglitz.

### Période de l'entre deux guerres
Après la guerre d'indépendance de l'Estonie, l'école d'Art industriel de Tallinn devient l'école nationale d'Art industriel en 1924 assurant des enseignements dans toutes les spécialités des Arts appliqués.
La réforme de l'éducation de 1922 mène à des filières à plusieurs étapes selon le modèle européen.
Il devient alors possible d'obtenir un diplôme de spécialiste ou d'Art appliqué (après 1934).
Pendant les années 1920, l'école ouvre de nouveaux départements et ateliers (impression, sculpture, graphisme, céramique, métal, verrerie, gravure, tissage).
De nombreux enseignants de l'école ont étudié en Europe.
En 1938, l'école nationale d'Art industriel est scindée en deux instituts séparés: l'école nationale d'Art industriel et pictural et l'école nationale supérieure d'Art.

### Période soviétique
L'occupation soviétique de l'Estonie en 1940, complique les contacts artistiques de l'Estonie avec le reste du monde.
Les deux écoles nationales d'Art sont fermées, l'école est renommée école nationale d'Art appliqué.
Durant la Seconde Guerre mondiale, l'école est le plus souvent fermée et l'enseignement est rare.
En 1944, l'école est renommée Institut national d'Art appliqué de Tallinn de la République socialiste soviétique d'Estonie.
En 1951, l'école d'Art Pallas de Tartu est fermée et ses spécialités de beaux-arts sont transférés à Tallinn.
En conséquence, toutes les études d'Art sont alors concentrées à Tallinn.
L'école est à nouveau renommée en Institut national d'Art de la République socialiste soviétique d'Estonie (SAIE).
En 1949, le département d'architecture est transféré de l'Institut polytechnique de Tallinn.
En 1966, le département d'Art industriel devient le département de design.
De 1959 à 1989, sous l'impulsion du nouveau recteur Jaan Vares et en dépit des pressions de l'idéologie soviétique, l'école devient une institution libérale aux standards européens où les étudiants de plus de 20 nationalités étudieront pendant plusieurs décennies et dans laquelle plusieurs générations d'artistes estoniens ont été formés.
Dans les années 1970, le bâtiment d'origine devient trop petit pour une école se développant rapidement et le bâtiment principal est reconstruit selon les plans de P. Tarvas (1re étape 1965–1967, seconde étape 1974), et un bâtiment pour les études d'architecture intérieure est acheté dans la rue Suur-Kloostri de la vieille ville de Tallinn.

### Depuis 1989

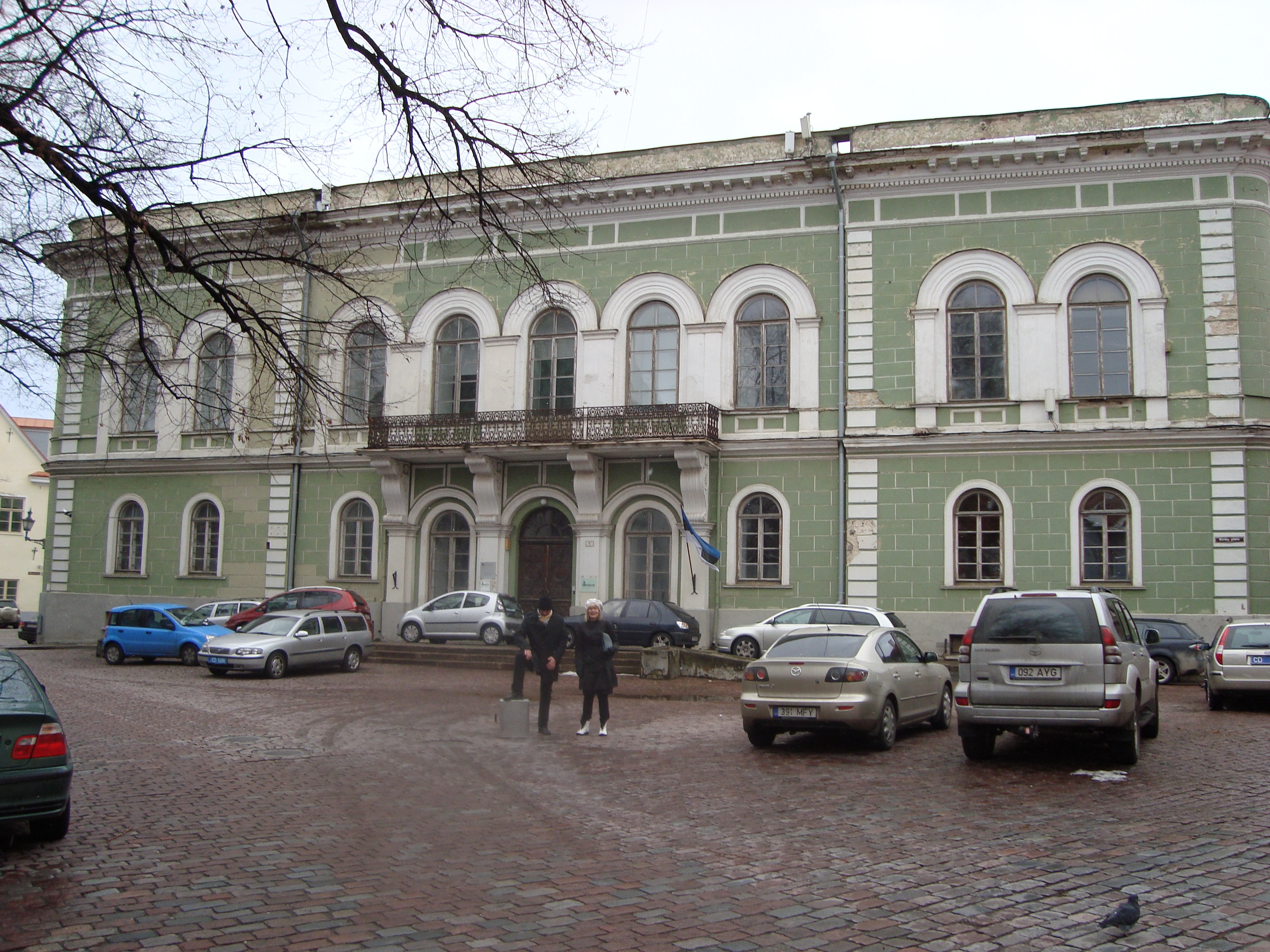
La maison de la chevalerie estonienne à Toompea.

En 1989, l'école est renommée université d'Art de Tallinn, marquant une nouvelle période dans l'histoire de l'école.

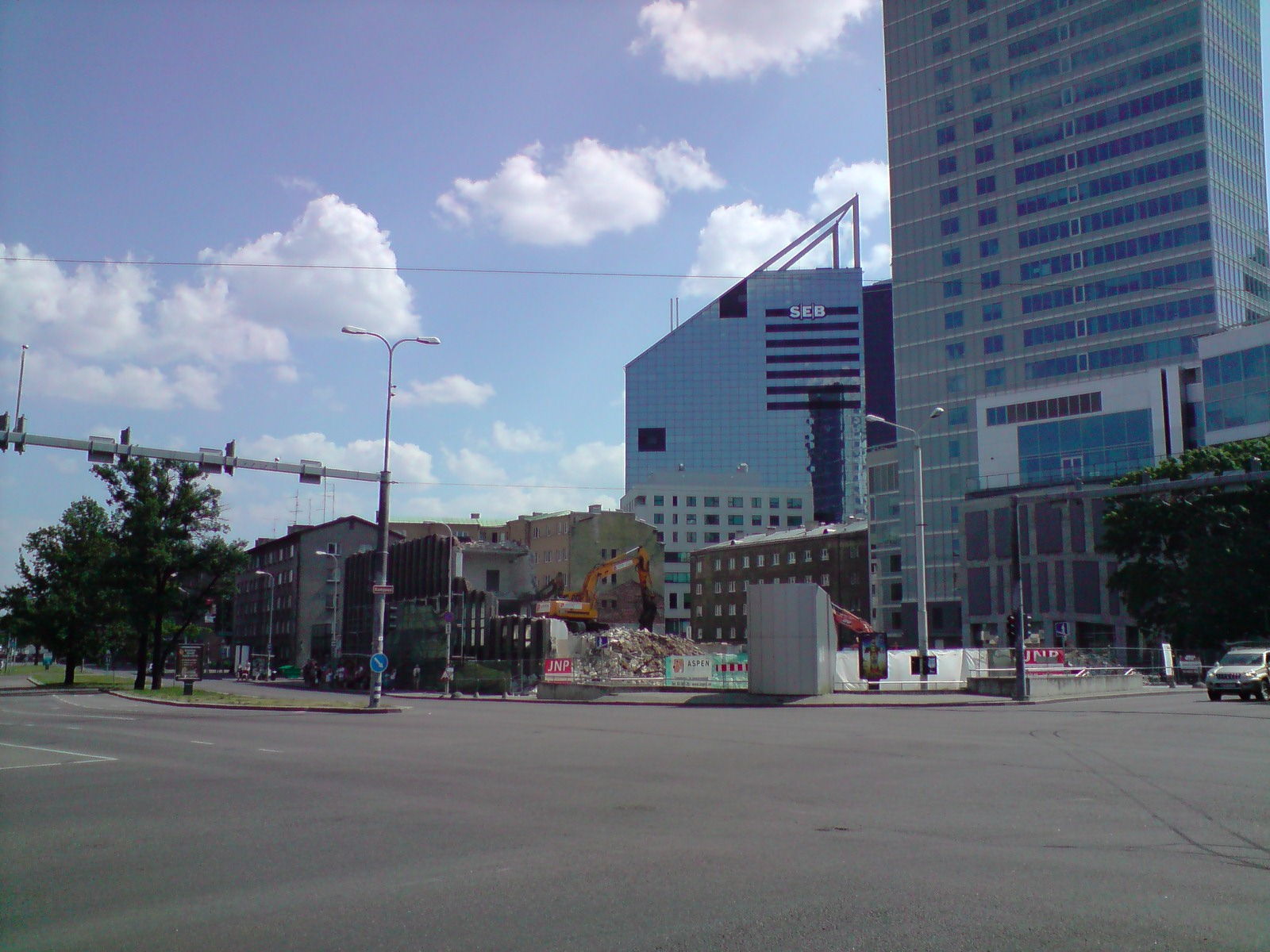
Démolition de l'ancien bâtiment en 2010.

Le professeur Jaak Kangilaski, l'un des plus éminents historiens de l'Art d'Estonie, est nommé recteur.
Le système éducatif est réformé selon les directives nationales pour l'enseignement supérieur.
La durée des études est réduite à 4 ans et demi, et un nouveau système de crédits est mis en place avec le système LMD.
En 1995, l'école est renommée Académie estonienne des arts. Les contacts internationaux se développent avec les programmes Socrates, Programme européen Leonardo da Vinci et TEMPUS.
En 2002, les filières de l'école sont modifiées et mises en conformité avec les principes du processus de Bologne et de l'Espace européen de l'enseignement supérieur.
Le 31 mars 2006, le conseil de l'EAA approuve la décision de construire un nouveau bâtiment pour l’académie à son emplacement d'origine à l'adresse Tartu Maantee 1.
Cependant en 2013, le conseil choisit un autre endroit, l'ancien bâtiment de l'usine de chaussettes Suva, au croisement des rues Kotzebue tänav et 'Põhja puiestee dans le quartier bohème et artistique de Kalamaja,.
Jusqu'à la fin de la rénovation de ce bâtiment en 2018, l'académie était installée dans l'ancienne Maison de la chevalerie estonienne sur Toompea.

## Facultés de l'académie estonienne des arts
L'académie a quatre facultés:
- Architecture
- Design
- Arts et culture
- Beaux-Arts

L'académie dispose d'une bibliothèque, d'une galerie, d'une résidence.

## Anciens élèves notoires
Artistes : Eduard Wiiralt, Kristina Norman, Eve Kiiler.
Architectes : Vello Asi, Raine Karp, Vilen Künnapu, Siiri Vallner.